# Tanéka Béri
Pour les articles homonymes, voir Beri.
Tanéka Béri (ou Seseirhà, Sesenxa, Sesèxa) est un village du nord-ouest du Bénin situé dans la chaîne de l'Atacora, à proximité de la frontière avec le Togo, administrativement rattaché à la commune de Copargo et au département de la Donga. La vivacité de ses traditions en fait une destination touristique majeure de la région. Sa notoriété est renforcée en 2011 par l'attribution du Prix international Carlo Scarpa pour le Jardin.

## Population
Une enquête démographique réalisée en 1961 chiffrait la population à 2 323 personnes.
Des estimations plus récentes suggèrent que 300 personnes à peine y vivent désormais de façon permanente, mais des statistiques peuvent atteindre 90 000 personnes, car beaucoup de gens qui n'y vivent plus et travaillent ailleurs se déclarent néanmoins comme résidents, car ils y reviennent lors des cérémonies importantes et d'autres occasions.
Avec Tanéka Koko, c'est l'un des principaux villages peuplés par les Tanéka (ou Tangba).

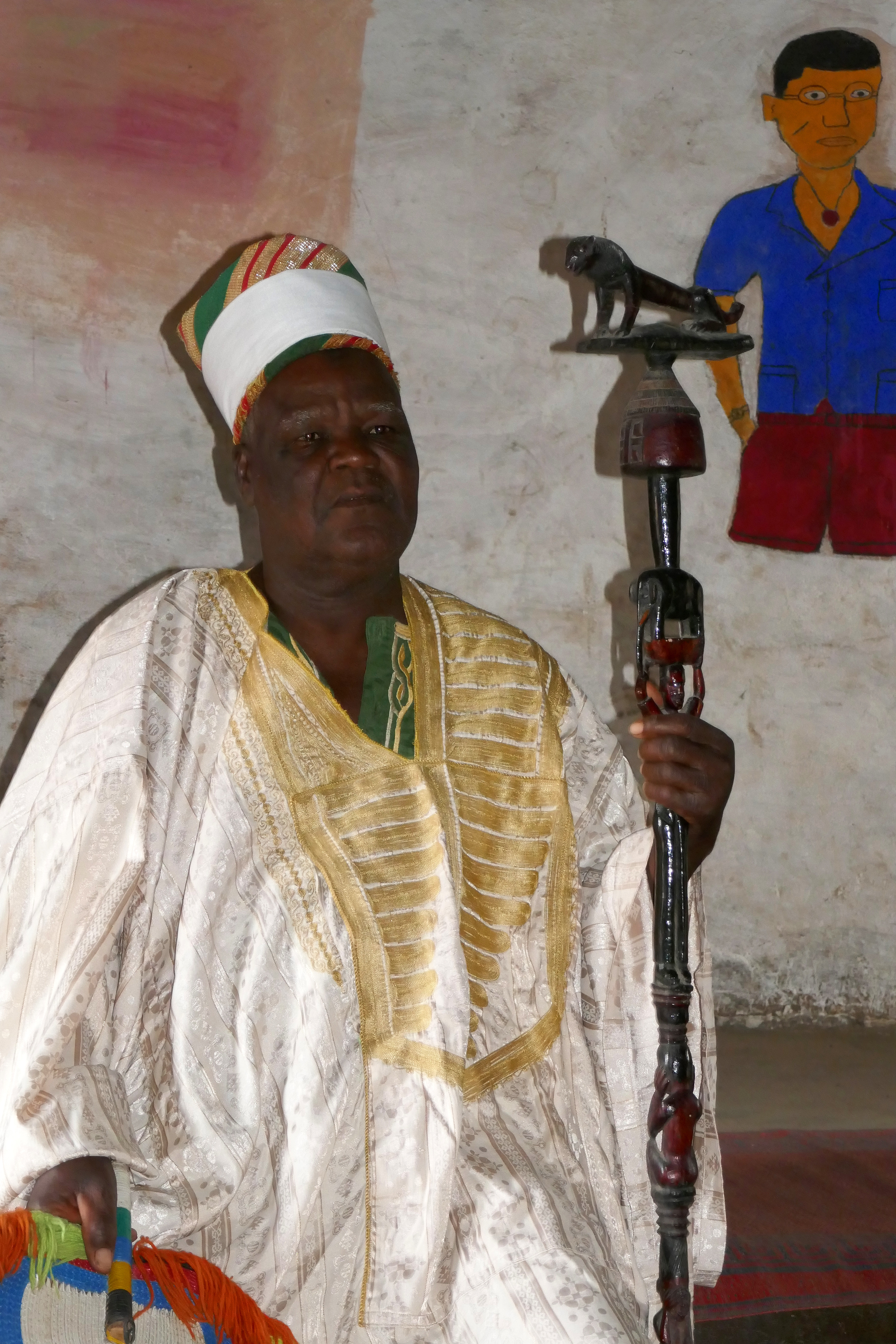
Sa Majesté Tinigassawa l'un des quatre rois
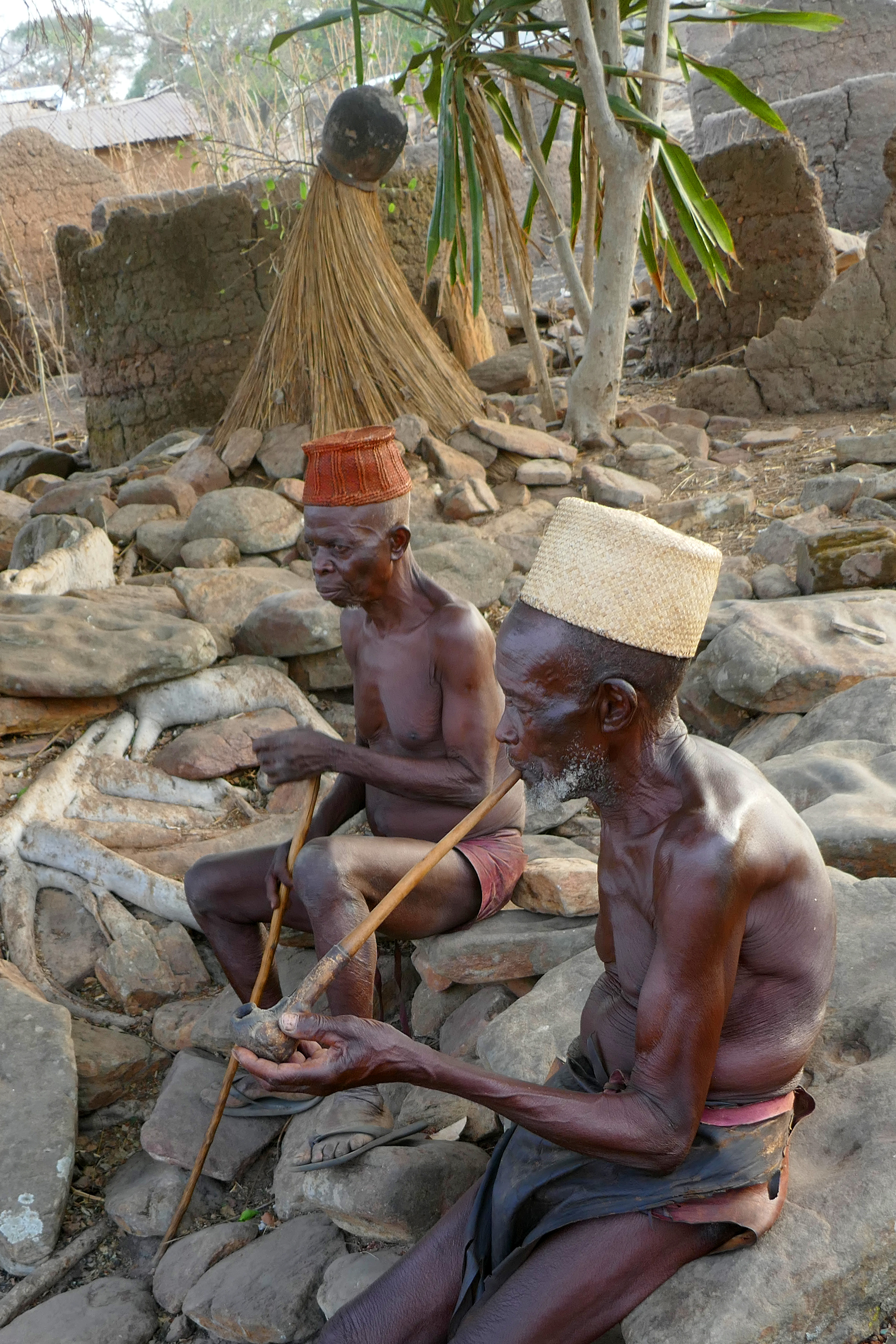
Deux des neuf dignitaires du village
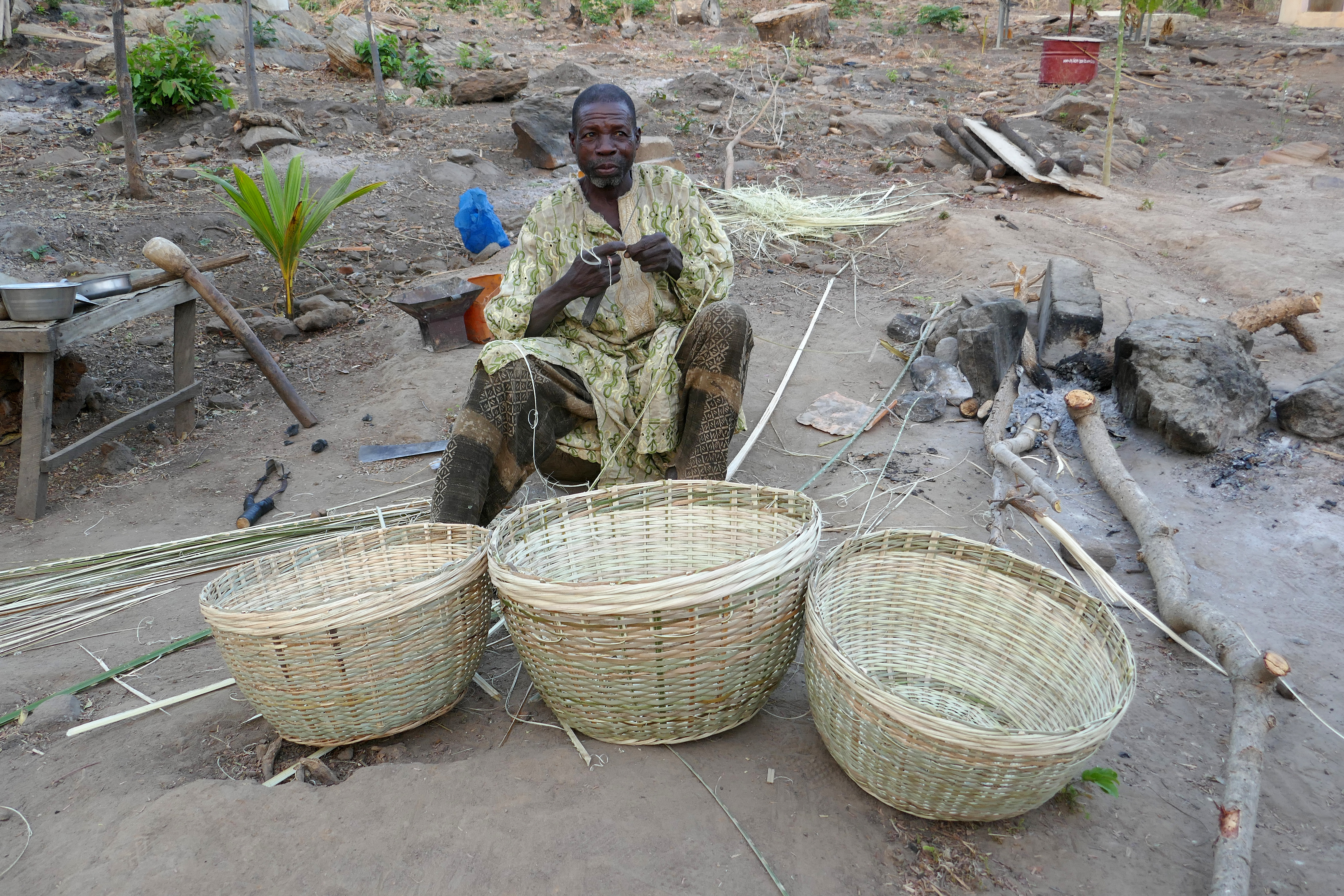
Fabrication de paniers avec la fibre de palmier à huile
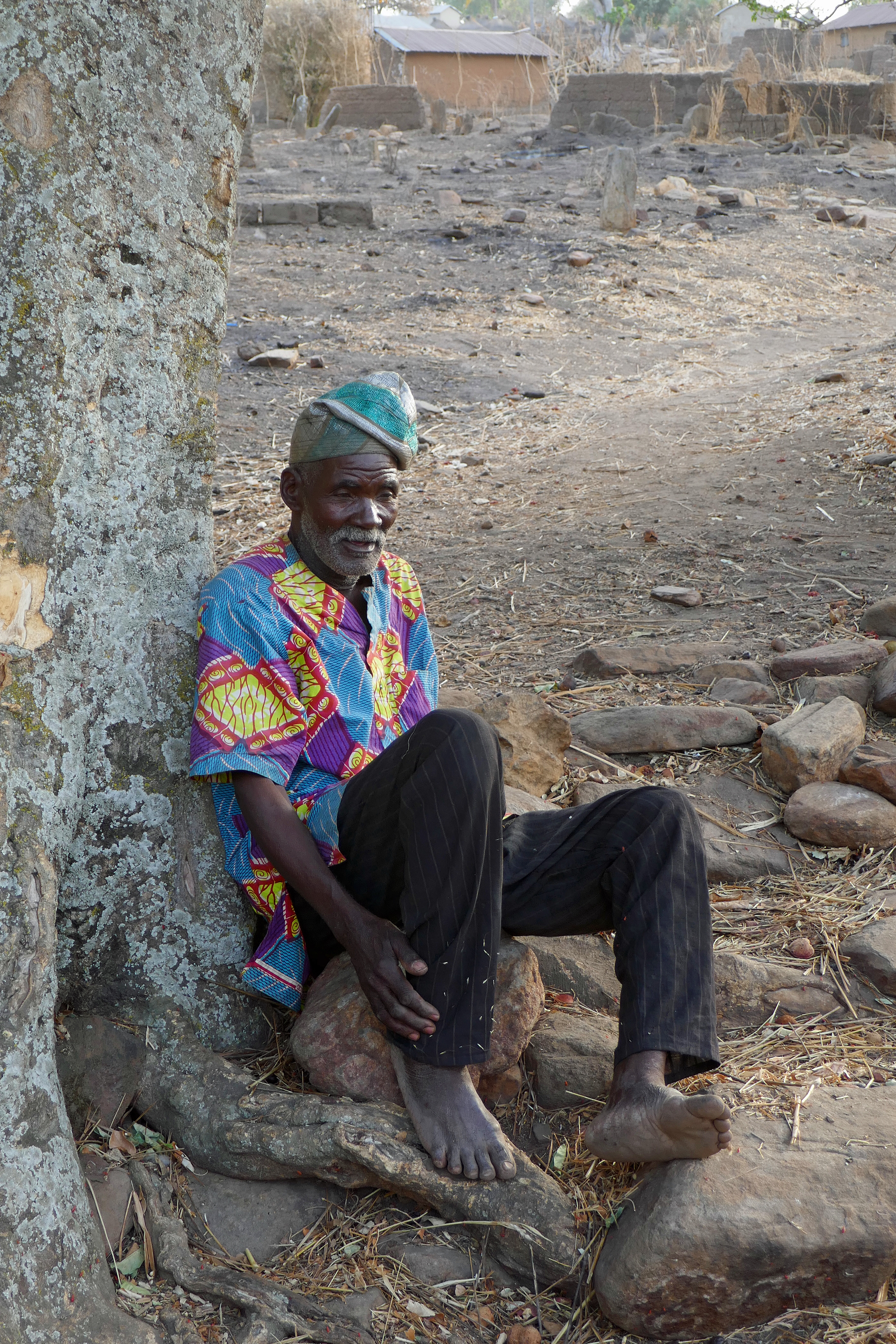
Vieil homme au pied d'un baobab
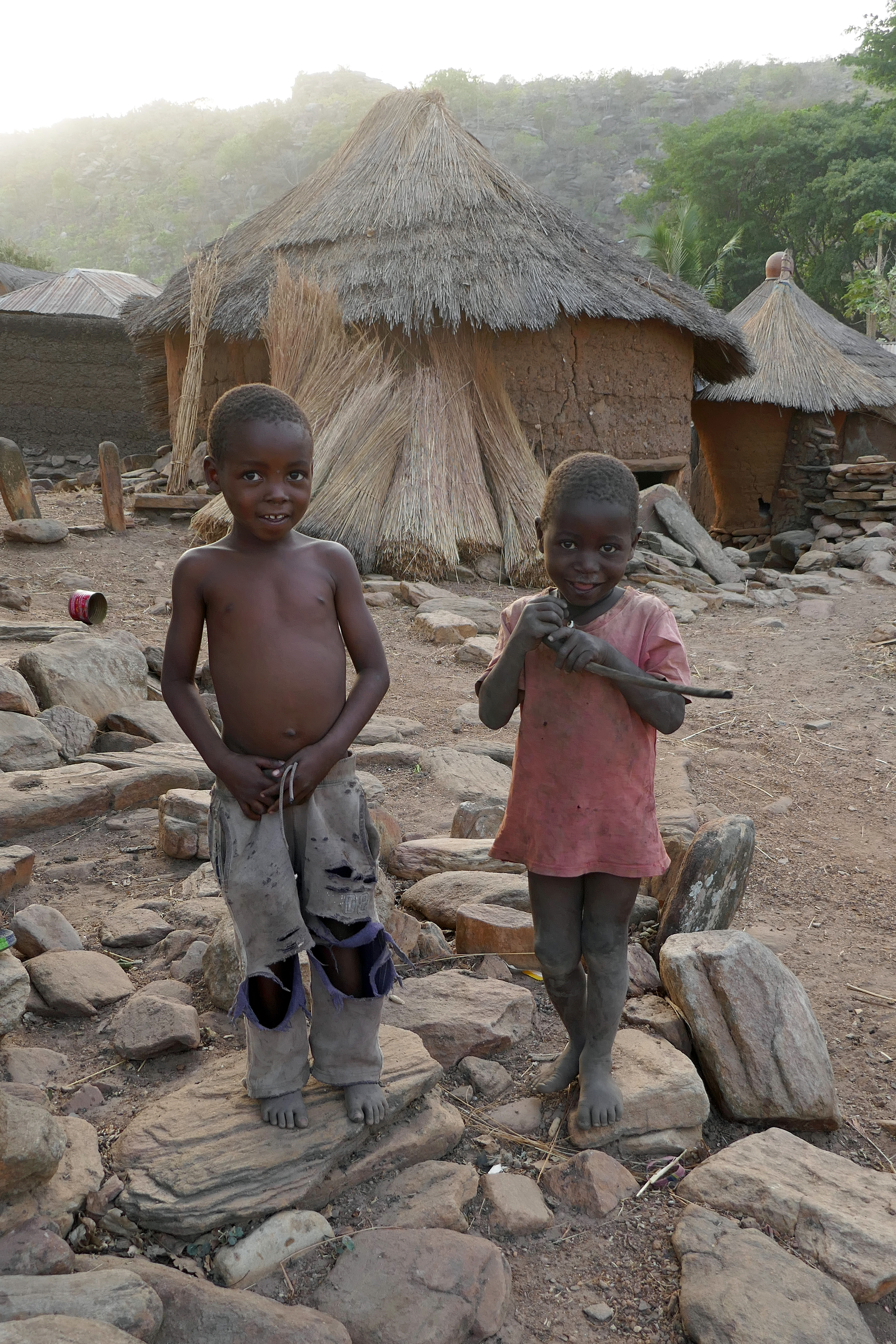
Deux enfants
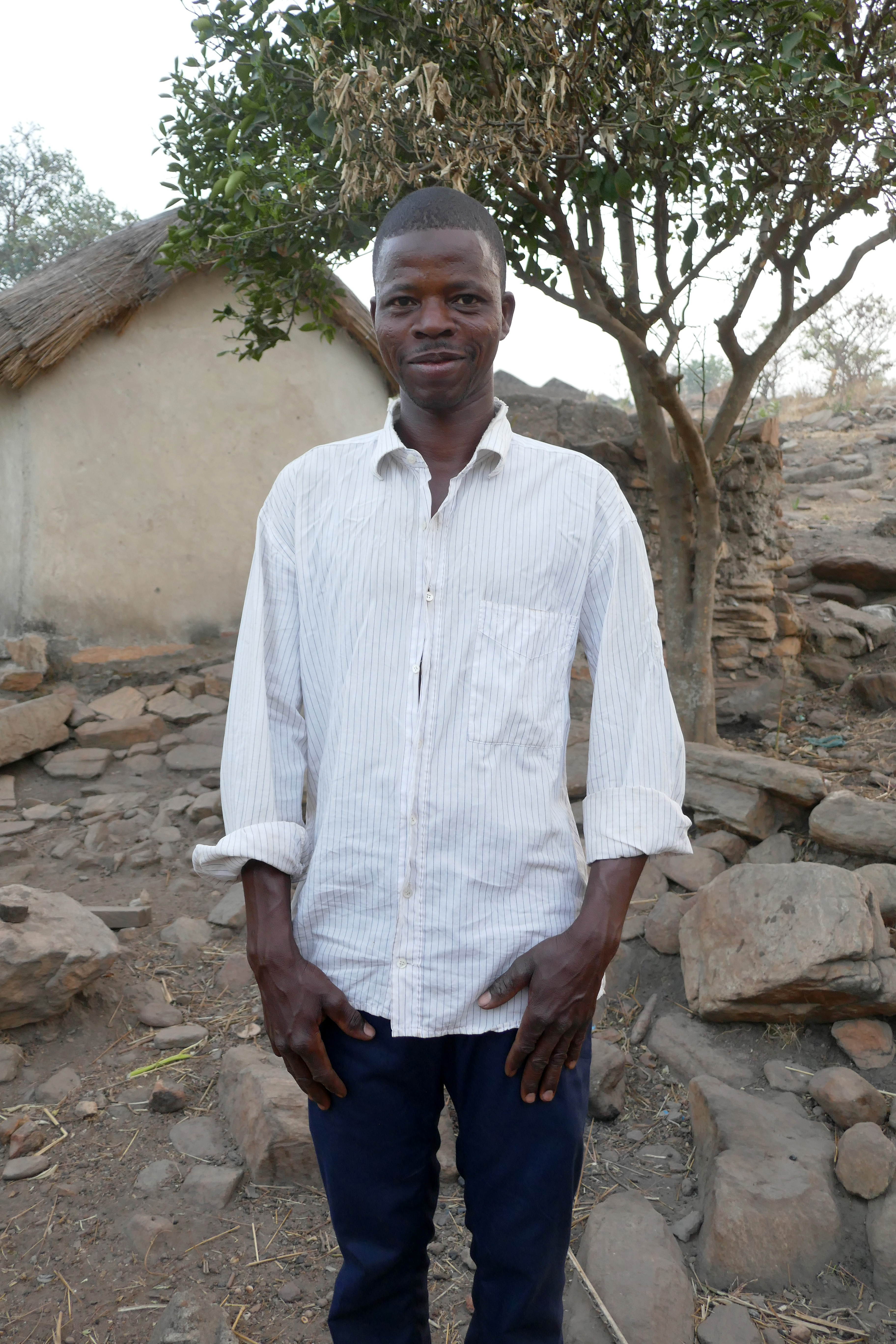
Habitant de Tanéka

## Architecture
Le village comprend un millier de constructions diverses (cases, greniers, autels). La plupart sont rondes avec un toit conique. Leur diamètre est généralement compris entre deux et trois mètres. Ces constructions sont groupées par dix ou douze autour d'un espace commun. Ces ensembles font eux-mêmes partie de quatre grandes unités (appelées autrefois « quartiers ») : Satyekà, Tyaklerò, Galorhà et Pendolou, relativement indépendantes les unes des autres, gouvernées par des autorités politiques différentes.

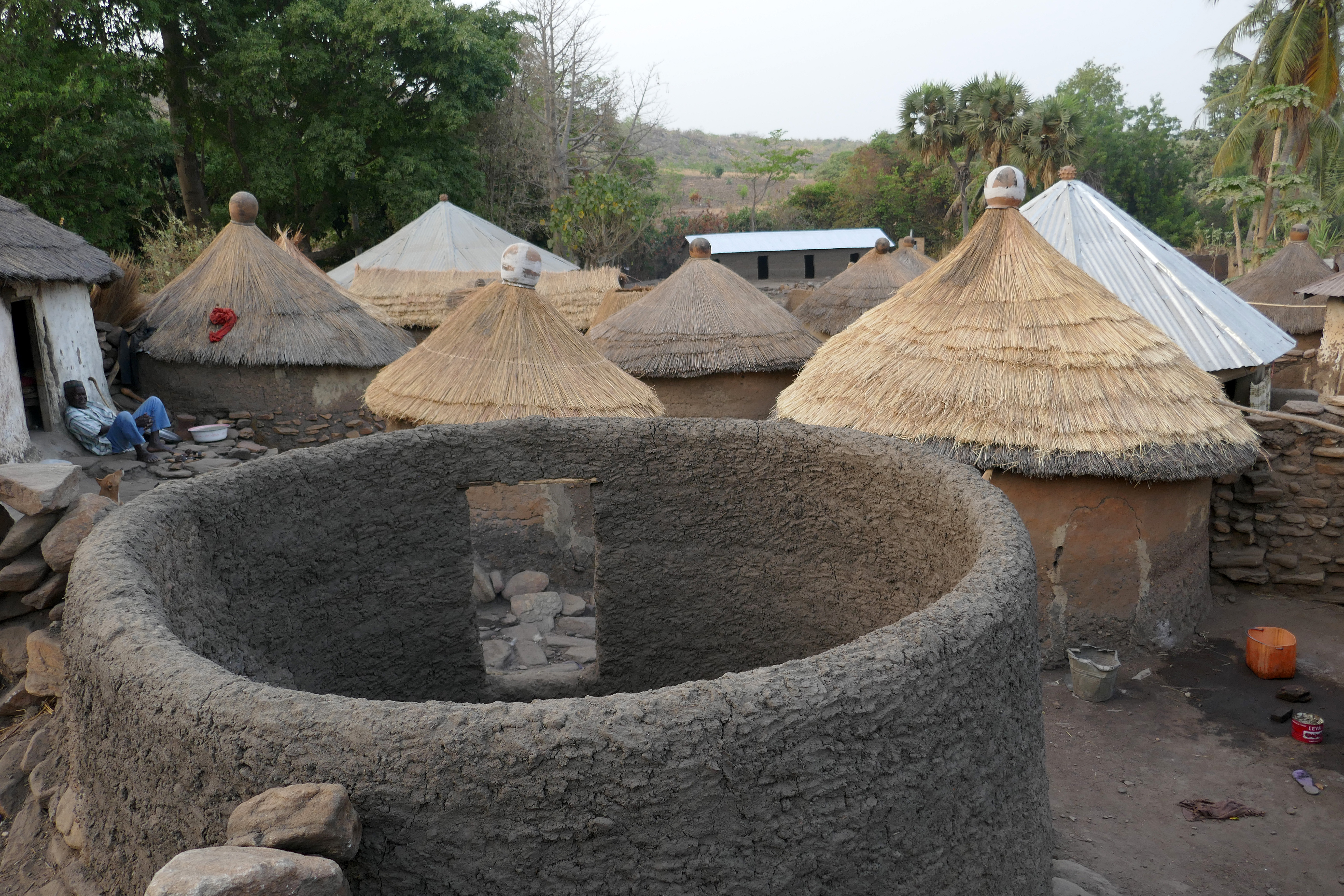
Toits surmontés d'un canari
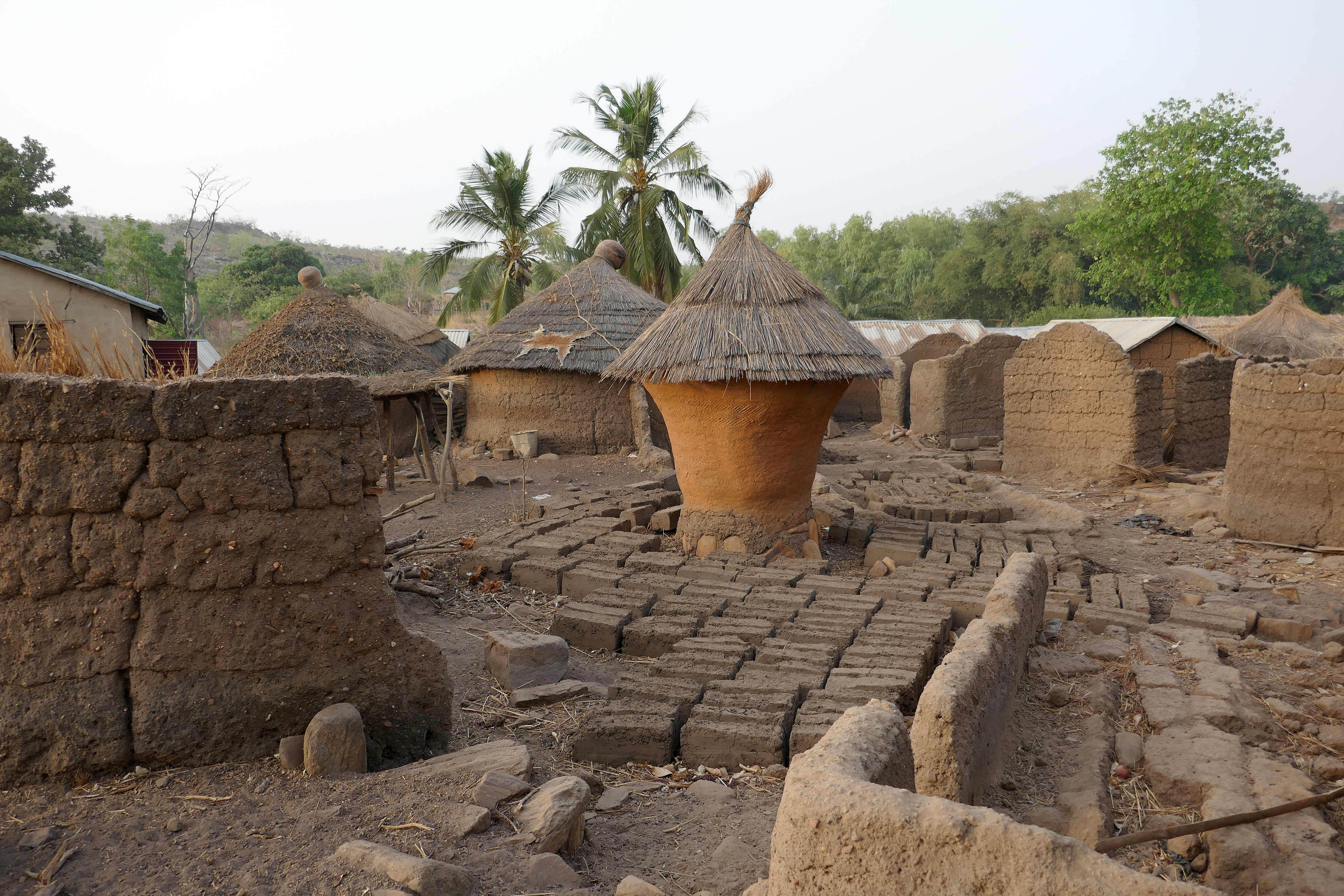
Grenier circulaire
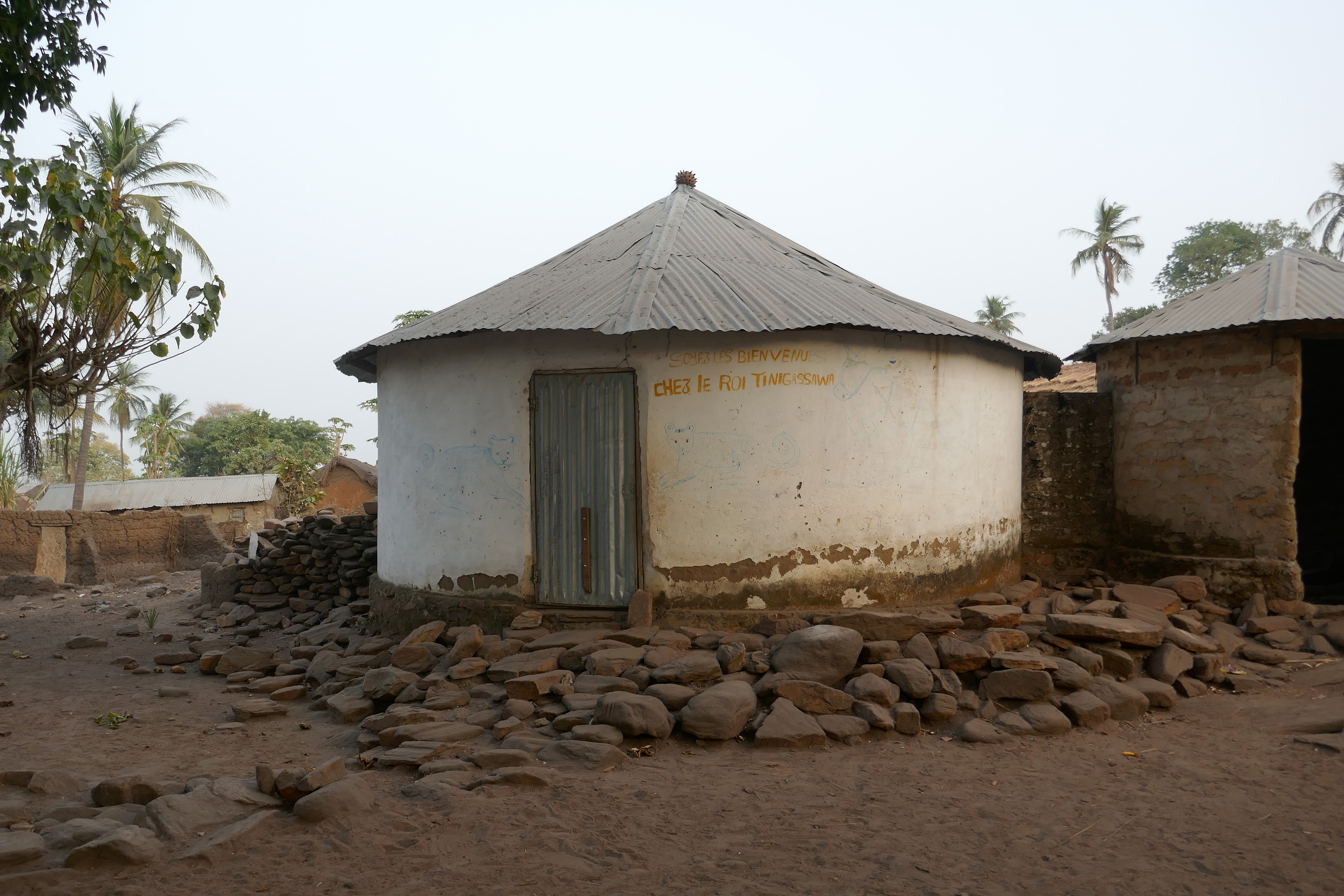
Case du roi Tinigassawa
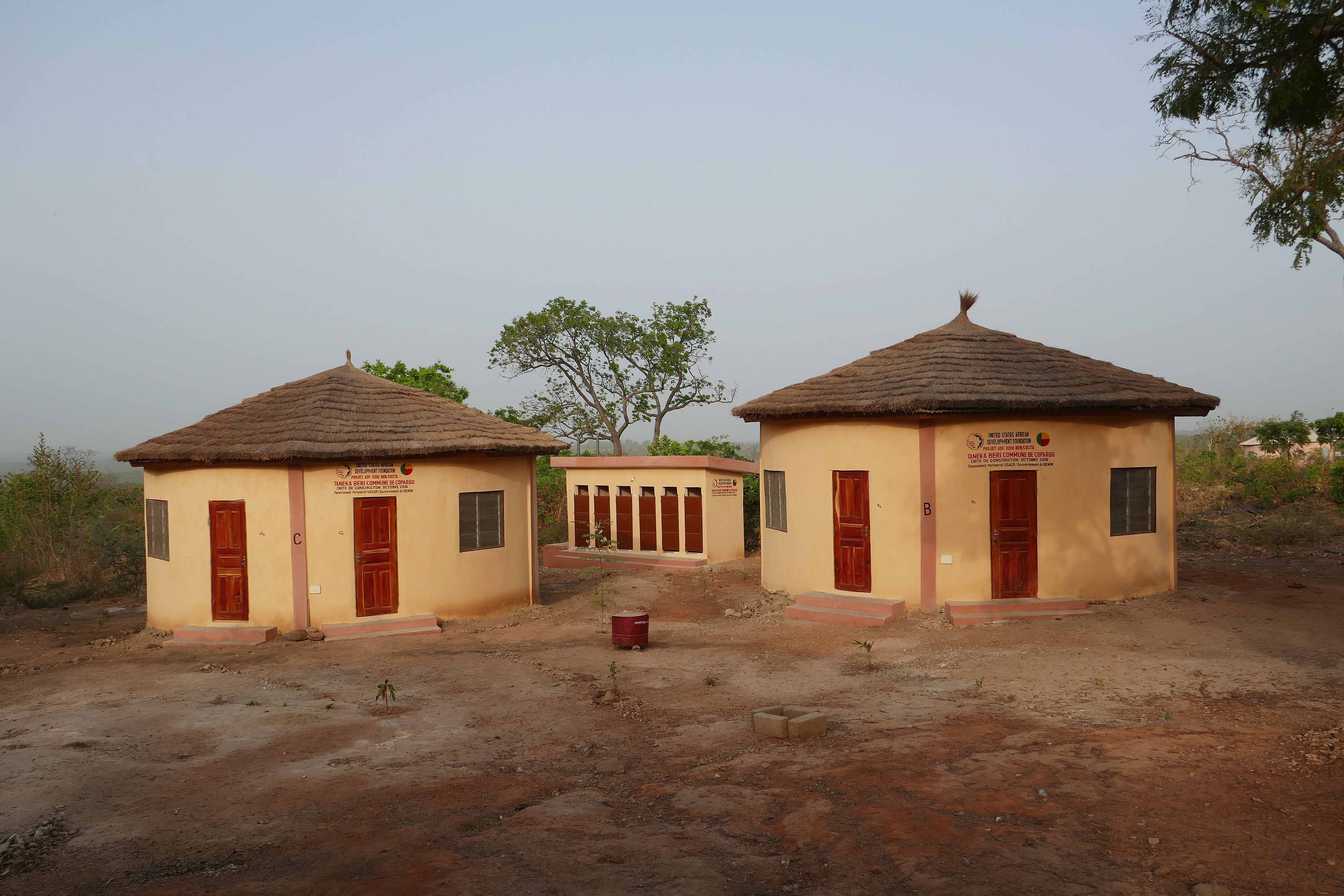
Campement touristique
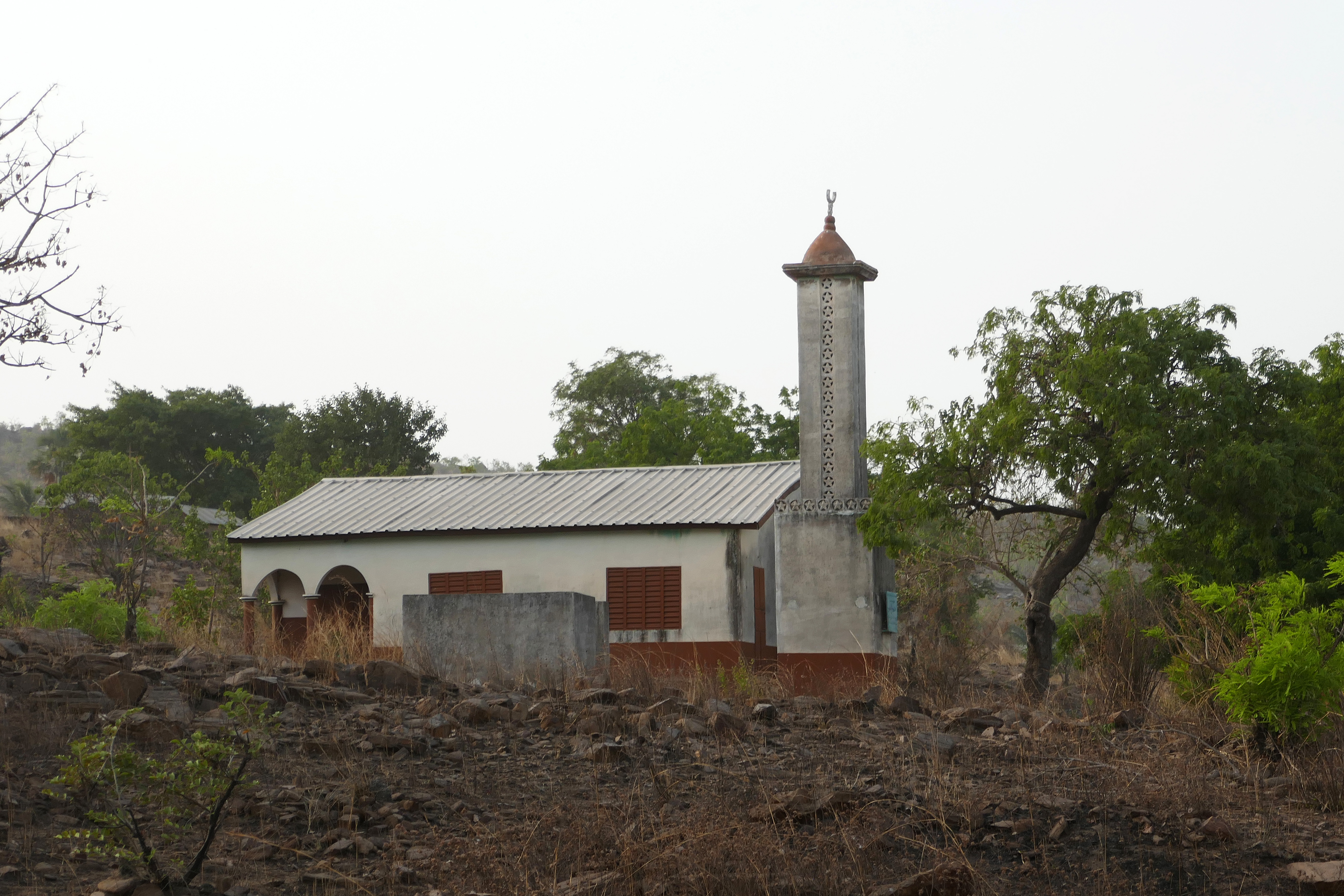
Mosquée